# Sinfonía n.º 5 (Prokófiev)
La Sinfonía n.º 5 en si bemol mayor, Op. 100 fue compuesta por Serguéi Prokófiev en 1944 en la Rusia soviética.

## Historia

### Contexto
Durante sus años en Occidente Prokófiev se labró una sólida reputación internacional, en parte gracias a varios ballets que compuso para los Ballets Rusos de Serguéi Diáguilev, culminando con El hijo pródigo (1929). En esta última obra dio a conocer su estilo de "nueva simplicidad", creado como reacción a lo que él creía que eran los excesos del modernismo. La llamada de su patria, con promesas oficiales de que desempeñaría un papel destacado en la definición de la música soviética con su "nueva simplicidad", resultó irresistible. En 1936 Prokófiev regresó con su joven familia a la Unión Soviética y se instaló en Moscú. Ese mismo año el compositor soviético Dmitri Shostakóvich fue denunciado públicamente por el periódico oficial del Partido Comunista, Pravda. Su histórico editorial, "Lío en lugar de música", fue seguido poco después por la detención de varios de sus colegas y allegados. Tras la conmoción inicial, la famosa respuesta de Shostakóvich fue componer su Sinfonía n.º 5, que tuvo tanto éxito que las autoridades anunciaron que demostraba que Shostakóvich había aprendido el "error de sus costumbres". Esta pieza se convirtió en el paradigma de la sinfonía soviética y sirvió de inspiración a Prokófiev para concebir su propia Quinta Sinfonía.

### Composición
La composición de este opus tuvo lugar en un mes en el verano de 1944. Tras el fracaso de su Sinfonía n.º 4, una reelaboración en 1929 del material de su ballet El hijo pródigo, Prokófiev dio la espalda al género sinfónico durante catorce años. Como trabajó en esta obra en plena Segunda Guerra Mundial, todo el mundo supuso que simbolizaba "la agonía y el triunfo de la guerra mundial", es decir, su contrapartida de la Sinfonía Leningrado de Shostakóvich de 1941. En realidad fue su Sinfonía n.º 6 de 1945-1947, y no la n.º 5, la que recordaba los horrores de dicha guerra. Los que insistían en que la n.º 5 era un espejo de las agonías de la guerra no sabían que el Scherzo estaba tomado de su ballet Cenicienta. El compositor tampoco ayudó publicando uno de esos "documentos de posición" esperados por la oficialidad soviética: "Concebí [la Quinta] como una sinfonía de la grandeza del espíritu humano". En sus propias palabras es "un himno para un hombre libre y feliz, a sus maravillosos poderes y a su puro y noble espíritu". Y añadía "No puedo decir que haya escogido deliberadamente este tema. Nació en mí y me pedía expresión. La música maduró dentro de mí. Llenó mi alma".

### Estreno y publicación
El estreno se celebró el 13 de enero de 1945 en Moscú, en la Gran Sala del Conservatorio de Moscú con la interpretación de la Orquesta Sinfónica Estatal de la URSS bajo la batuta del propio compositor. Poco después del estreno el compositor sufrió una tragedia física de la que nunca se recuperó del todo. Mareado por una hipertensión no diagnosticada, se cayó escaleras abajo (aún no se sabe bien dónde), lo que le provocó una conmoción cerebral masiva. En noviembre del mismo año, Serguéi Kusevitski y la Orquesta Sinfónica de Boston presentaron la obra en América y la grabaron para RCA Victor. 
La primera edición de esta obra fue llevada a cabo por la editorial Muzgiz en 1946 en Moscú.

## Instrumentación
La partitura está escrita para una orquesta formada por:
- Viento madera: 1 flautín, 2 flautas, 2 oboes, 1 corno inglés, 1 clarinete piccolo en mi bemol, 2 clarinetes en si bemol, 1 clarinete bajo en si bemol, 2 fagotes, 1 contrafagot.
- Viento metal: 4 trompas en fa, 3 trompetas en si bemol, 3 trombones, 1 tuba.
- Percusión: timbales, bombo, caja, platillos, pandereta, tam-tam, caja china.
- Teclado: piano.
- Cuerda: arpa y una sección de cuerdas con violines I y II, violas, violonchelos y contrabajos.

## Estructura y análisis
La sinfonía consta de cuatro movimientos:
- I. Andante, en si bemol mayor 3
4
- II. Allegro marcato, en re menor 4
4
- III. Adagio, en fa mayor 3
4
- IV. Allegro giocoso, en si bemol mayor 2
2

La interpretación de esta obra dura aproximadamente entre 40 y 45 minutos. Su modelo implícito fue la Sinfonía n.º 5 de Shostakóvich con cuatro movimientos en secuencia de concerto grosso: lento, rápido, lento, rápido. Un majestuoso movimiento de apertura, seguido de un scherzo, un movimiento lento de lamento y un Finale triunfal. Por lo demás la música es puro Prokófiev, tanto en sustancia como en estilo. Esta composición se creó a partir de varios temas que Prokófiev había compuesto durante la década anterior: el tema principal del movimiento scherzo se tomó de una danza descartada de su ballet Romeo y Julieta, mientras que el tema lírico principal del siguiente movimiento lento se originó a partir de la música que escribió para una versión cinematográfica de La reina de picas de Aleksandr Pushkin, abortada debido a un cambio oficial en la política estética a finales de la década de 1930. El genio del compositor consistió en desarrollar estas ideas temáticas en estructuras genuinamente sinfónicas.

### I.Andante
El primer movimiento, Andante, está escrito en la tonalidad de si bemol mayor, en compás de 3/4 y sigue la forma sonata aunque de manera flexible. Empieza con un tema principal fluido y apacible tocado en octavas al unísono por flautas y fagot, con una cola en tresillos que más tarde asume una identidad propia. Este primer tema va apoyado en la parte inferior por una tonalidad natural de mi que, más que contrastar con la principal, consigue dar un tono más majestuoso a la partitura. Un gran trabajo de elaboración conduce a una nueva melodía en 4/4, introducida por flauta y oboe. El segundo tema es más animado y está entonado por las cuerdas con un acompañamiento trémolo. A continuación, se ve envuelto en una elaborada sección de desarrollo que se vuelve cada vez más exaltada y, en ocasiones, ofrece referencias a las sinfonías de Gustav Mahler. Una figura nerviosa en las cuerdas altas y bajas adquiere estatus temático en el desarrollo que sigue directamente. Los metales anuncian la recapitulación tocando el tema inicial de forma muy dramática. La retórica se acumula, culminando en una coda que representa la "grandeza del espíritu humano". Se trata de una electrizante coda, puntuada por un rugiente tam-tam y trémolos en la región grave del piano. Representa lo que el compositor visualizaba como la gloria del espíritu humano y constituye la cima de su pensamiento sinfónico.

### II.Allegro marcato
El segundo movimiento, Allegro marcato, está en re menor, en compás de 4/4 y responde a una forma ternaria. Es un Scherzo en todo menos en el nombre. Es insistente al estilo de la toccata, usado por Prokófiev con frecuencia. Cuenta con una sección de canto en re menor, a lo Danse macabre. Le sigue un trío en re mayor ligeramente más rápido, en ritmo ternario de vals, que está tomado prestado de Cenicienta sin pestañear ni reconocerlo. El tema principal del scherzo regresa, tras la sección central del trío, como una siniestra procesión acechante de metales silenciados de tono malicioso.

### III.Adagio
El tercer movimiento, Adagio, está en fa mayor, en compás de 3/4 y también adopta una forma ternaria de tipo ABA. Se trata del movimiento lento oficial y su carácter es apasionadamente lírico, ensoñador y lleno de nostalgia. Esta atmósfera sin embargo se transforma en un torturado clímax antes de regresar al modo ensoñador. Comienza recordando a Alejandro Nevski de 1939, pero continúa en el estilo del ballet Romeo y Julieta. Cambia frecuentemente de tonalidad para intensificar la expresión hasta que el clímax recuerda la música de batalla de Alejandro Nevski. Una introducción lenta (ligeramente puntuada, basada en la música del movimiento inicial) prepara el Finale.

### IV.Allegro giocoso
El cuarto y último movimiento, Allegro giocoso, retoma la tonalidad inicial y el compás es alla breve. El Finale lleva la obra a un desenlace exuberante en apariencia, pero la música es de hecho tan de doble filo como el Finale de la Sinfonía n.º 5 de Shostakóvich. Comienza con un coro de violonchelos tocando una introducción lenta con elementos del primer tema del movimiento inicial. Las cuerdas inician un ritmo en el compás 23 que prepara la algarabía pero con sabor agridulce. La rebuznante risotada de las cuerdas suena forzada e insulsa más que de genuina alegría. El clarinete interpreta un tema principal sincopado que recuerda la efervescencia de Romeo y Julieta, antes de la muerte de Mercucio y Teobaldo, y que se repite a lo largo del movimiento como en una forma rondó. El juguetón tema principal contrasta con dos episodios más calmados, uno interpretado por la flauta, el otro por un coral en las cuerdas. Los ritmos motorizados van desbordando la música hasta los últimos compases, cuando la mayor parte del entramado orquestal se desvanece de repente para dar protagonismo a unas cuantas cuerdas solistas. Como Prokófiev debió aprender de su viejo maestro Rimski-Kórsakov, las cuerdas son el corazón expresivo de una orquesta; oírlas interpretando un ostinato mecánico y sin sentido -acentuado por el brillo acerado del piano y el arpa- da un giro escalofriante a la ostentosa alegría de la música. Al final cuando el movimiento se esfuerza por termina en un tono victorioso, la música repentinamente degenera en una locura frenética, que es interrumpida por un cuarteto de cuerdas tocando staccato "notas equivocadas" con rudas interjecciones por parte de las trompetas, haciendo que el último acorde en si bemol mayor suene aún más irónico. El Finale equivale a una retrospectiva de su dirección estilística después de la Sinfonía n.º 4, incluyendo el retorno a la Unión Soviética y termina con una coda tour-de-force.

## Recepción de la obra
La primera interpretación fue un triunfo y supuso el clímax de los años soviéticos de Prokófiev. La rápida inserción de la sinfonía en el repertorio fue mencionada por Dennis Dobson en su crítica del Festival de Edimburgo de 1951 para Music Survey, en la que tachaba la obra de "ruidosa, tosca" y de "pérdida de madurez" en comparación con obras como El bufón y el Concierto para piano n.º 3. Además añadía: "El hecho de que esta obra esté bien considerada y sea muy interpretada tanto en América como en la Unión Soviética dice mucho desde el punto de vista sociológico y cultural".
La sinfonía ha permanecido como una de las piezas más importantes del compositor. Joseph Rodda la ha calificado como "una de las obras orquestales supremas del siglo XX".

## Discografía selecta
| Año de grabación | Dirección               | Orquesta                                                | Discográfica   | Formato |
| ---------------- | ----------------------- | ------------------------------------------------------- | -------------- | ------- |
| 1946             | Serguéi Kusevitski      | Orquesta Sinfónica de Boston                            | RCA, Dutton    | LP/CD   |
| 1946             | Artur Rodziński         | Orquesta Sinfónica Filarmónica de Nueva York            | Columbia       | LP/CD   |
| 1958             | Eugene Ormandy          | Orquesta de Filadelfia                                  | Columbia       | LP      |
| 1963             | Erich Leinsdorf         | Orquesta Sinfónica de Boston                            | RCA, Testament | LP/CD   |
| 1964             | Maurice Abravanel       | Orquesta Sinfónica de Utah                              | Vanguard       | LP/CD   |
| 1969             | Claudio Abbado          | Orquesta Sinfónica de Londres                           | Decca          | LP/CD   |
| 1974             | Jean Martinon           | Orquesta Nacional de la ORTF                            | Vox            | LP/CD   |
| 1975 (live)      | Kiril Kondrashin        | Orquesta Real del Concertgebouw                         | Philips        | CD      |
| 1977             | Walter Weller           | Orquesta Filarmónica de Londres                         | Decca          | LP/CD   |
| 1982             | Zdeněk Košler           | Orquesta Filarmónica Checa                              | Supraphon      | LP/CD   |
| 1984             | Riccardo Chailly        | Junge Deutsche Philharmonie                             | DG             | LP      |
| 1985             | Dmitri Kitayenko        | Orquesta Filarmónica de Moscú                           | Melodiya       | LP/CD   |
| 1985             | Neeme Järvi             | Royal Scottish National Orchestra                       | Chandos        | LP/CD   |
| 1986             | Mstislav Rostropovich   | Orchestre National de France                            | Erato          | LP/CD   |
| 1990             | Seiji Ozawa             | Orquesta Filarmónica de Berlín                          | DG             | CD      |
| 1991             | Riccardo Chailly        | Orquesta Real del Concertgebouw                         | Decca          | CD      |
| 1991             | Riccardo Muti           | Orquesta de Filadelfia                                  | Philips        | CD      |
| 1995             | Theodore Kuchar         | Orquesta Sinfónica Nacional de Ucrania                  | Naxos          | CD      |
| 2004 (live)      | Valeri Guérguiev        | Orquesta Sinfónica de Londres                           | Philips        | CD      |
| 2016             | Mariss Jansons          | Orquesta Real del Concertgebouw                         | RCO Live       | SACD    |
|                  | Guennadi Rozhdéstvenski | Orquesta Sinfónica del Ministerio de Cultura de la URSS |                | LP/CD   |